# Mo Ji-su
Mo Ji-su (모지수?; 13 giugno 1969) è un ex pattinatore di short track sudcoreano.

## Palmarès

### Olimpiadi
- Oro a Albertville 1992 nella staffetta 5000 metri.

### Mondiali
- Oro a Minamimaki 1992 nella classifica generale.
- Argento a Denver 1992 nella classifica generale.
- Argento a Seul 1991 nella gara a squadre.

### Giochi asiatici
- Oro a Sapporo 1990 nella staffetta 5000 metri.